# Eunidia quinquemaculata
Eunidia quinquemaculata là một loài bọ cánh cứng trong họ Cerambycidae.